# Romanbaserad film
Romanbaserad film är en film som är baserad på en roman eller en berättelse. Romanbaserade filmer är en populär form av filmunderhållning där skaparna kan skapa en egen version och illusion av ett redan känt verk. Dessa filmer kan ta bort många detaljer från en bok av olika skäl, och historien kan ha många likheter med originalboken eller så har det en ny och självständig story. En av det mest populära filmerna som är baserade på romaner är Djungelboken (1967), Stand By Me, Möss och Människor (1992), Djuren gör revolt (1954), Den blå lagunen (1980) och En Försvunnen Värld (1925). 